# Herman Whiton
Herman Whiton (6 de abril de 1904 — 6 de setembro de 1967) foi um banqueiro e velejador estadunidense, campeão olímpico. Ele competiu nos Jogos Olímpicos de Verão de 1948 na classe 6 Metre e conquistou a medalha de ouro a bordo do Uanoria com Alfred Loomis, James H. Smith Jr., Michael Mooney e James Weekes. Na edição de 1952, repetiu o desempenho com o Llanoria, ao lado de Everard Endt, John Adams Morgan, Eric Ridder, Julian Roosevelt e Emelyn Whiton. Ele também ganhou duas vezes a Copa Ouro da Escandinávia nesta mesma classe.
Filho de Henry Devereux Whiton e Frieda Frasch, herdeira da Union Sulpher Company, ele se formou na Universidade de Princeton. Depois de se formar, ele apoiou o Departamento de Física da universidade e foi fundamental para a aquisição de um síncrotron.